# Antonín Šmíd
Antonín Šmíd († 2002) byl český vynálezce – samouk. Se svými spolupracovníky pracoval na technologii založené na poznatcích galvanoplastiky. Tato technologie při správném provozu umožňuje ekologickou výrobu různých profilů z kovů. Přes své klady se tato technologie nedočkala zatím většího rozšíření. Vytvořil technologii, kterou nazval Atomic Transfer Metallurgical Engeering (Metalurgické technologie s přenosem atomů) v zahraničí patří do skupin označované Electroforming. Zakladatel společnosti ATME. 
Po jeho tragické smrti se dalšími výzkumy zabývali jeho spolupracovníci sdružení ve firmě, kterou s nimi založil; firma ATME s.r.o. zanikla v roce 2014.